# Zadnia Jagnięca Szczerbina
Zadnia Jagnięca Szczerbina (słow. Zadná jahňacia štrbina, Západná jahňacia štrbina, niem. Hintere Weißseescharte, Gemsenscharte) – wąska przełęcz w słowackiej części Tatr Wysokich, położona na wysokości ok. 2080 m w górnym fragmencie Koziej Grani – południowo-wschodniej grani Jagnięcego Szczytu. Oddziela kopułę szczytową Jagnięcego Szczytu na północnym zachodzie od Zadnich Jagnięcych Kopek na południowym wschodzie. Siodło ma tylko metr szerokości.
Stoki północno-wschodnie opadają z przełęczy do Doliny Białych Stawów, południowe – do Doliny Jagnięcej. W tych pierwszych znajdują się piargi i trawiaste zachody. Na południe zbiega z przełęczy natomiast trawiasto-skalista rynna, pod którą położone są usypiska.
Na Zadnią Jagnięcą Szczerbinę, podobnie jak na inne obiekty w Koziej Grani, nie prowadzą żadne znakowane szlaki turystyczne. Najdogodniejsza droga dla taterników wiedzie na siodło wprost znad Żółtego Stawku w Dolinie Białych Stawów, trudniejsza (II w skali UIAA) jest droga rynną od strony Jagnięcego Stawku w Dolinie Jagnięcej.
Pierwsze znane wejścia:
- letnie – Samuel Weber i pasterz Michael Mlinárcsik, 28 lipca 1890 r., przy zejściu z Jagnięcego Szczytu,
- zimowe – László Jurán, V. Jurán i Ernő Piovarcsy, 24 marca 1929 r., przy przejściu granią.

Wcześniej na przełęczy bywali myśliwi polujący na kozice.
Dawniej przełęcz nazywana była Zachodnią Jagnięcą Szczerbiną lub błędnie Zadnią Jagnięcą Przełączką.

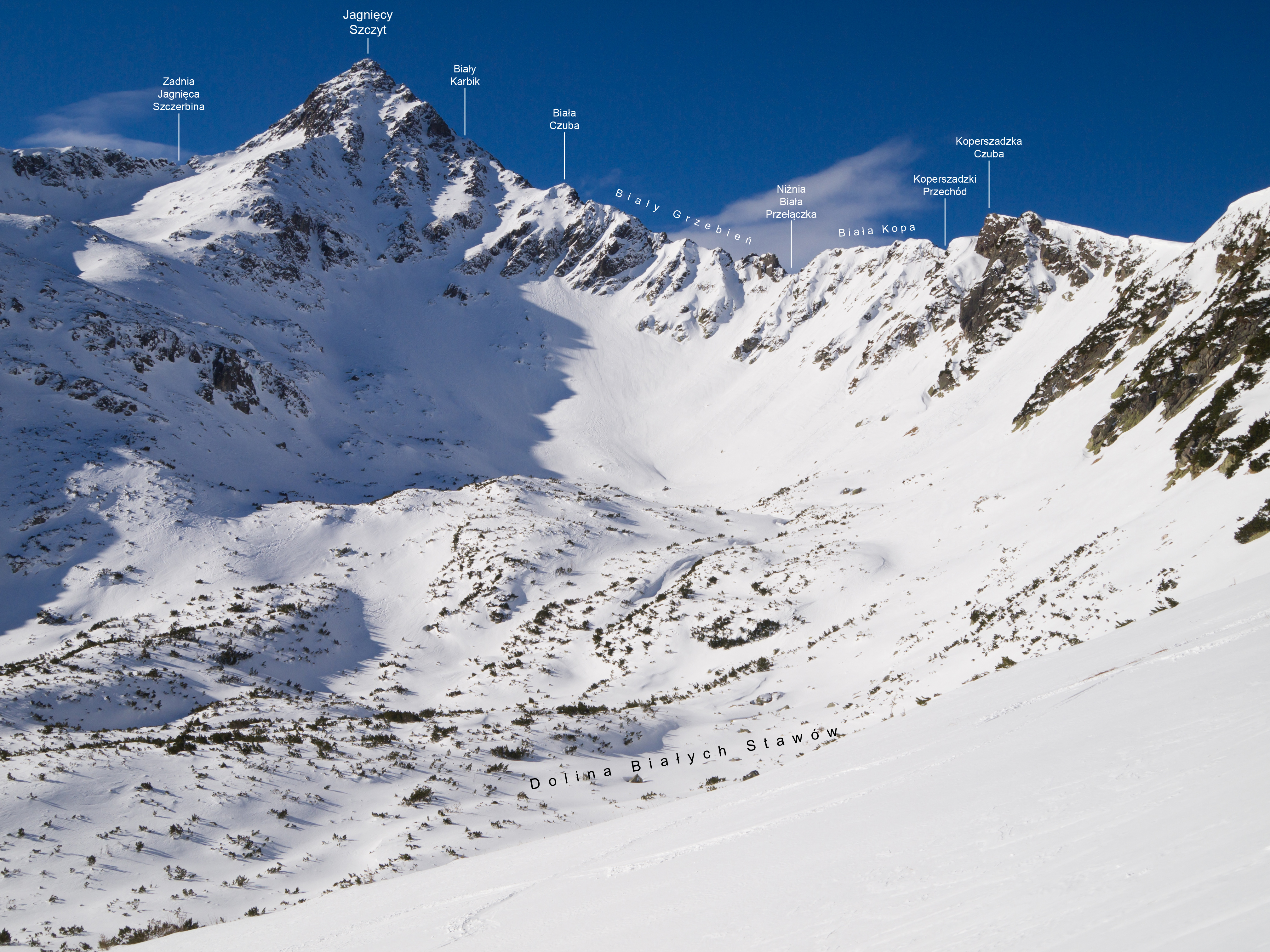
Zadnia Jagnięca Szczerbina wśród podpisanych obiektów